# IC 153
IC 153 је ознака објекта на координатама са ректансцензијом 1h 44m 36,0s и деклинацијом + 12° 37" 4'. Открио га је Луис Свифт, 25. септембра 1890. Каснијим посматрањима на том положају није уочен никакав астрономски објекат.